# Joana Clement i Sangüesa
Joana Clement i Sangüesa (barri de la Barceloneta, Barcelona, 1942) és una activista cultural catalana. Es va formar a l'Escola del Bosc, a Montjuïc, però va haver de compaginar els estudis amb la feina com a bobinadora en una empresa del sector elèctric. Durant un any va traslladar la seva residència a Vallvidrera, però després de les importants nevades de 1962, es va instal·lar al barri del Farró, a Sarrià - Sant Gervasi. Preocupada per la pèrdua de les tradicions del seu nou barri i per la poca relació entre els habitants, al començament des anys setanta va implicar grups de veïns en la constitució d'una comissió de treball per recuperar la festa major. Una vegada consolidada aquesta, es va integrar en altres moviments socials i culturals del barri i de la ciutat, com la colla de Sant Medir La Perla de Sant Gervasi. També participà en la recuperació de la celebració d'altres festes com Sant Ponç, Sant Jordi, la Festa de la Tardor, el Tió i la recollida de joguines de Reis per als nens i nenes sense mitjans, com també la participació en la Cavalcada de les Festes de la Mercè. També forma part de la Junta de la Federació de Colles de Sant Medir i de la Comissió de Festes de Sant Gervasi. Per tot això el 2001 va rebre la Medalla d'Honor de Barcelona.